# Pseudechis butleri
Espèce
Pseudechis butleri est une espèce de serpents de la famille des Elapidae. 

## Répartition
Cette espèce est endémique d'Australie-Occidentale.

## Description
Pseudechis butleri mesure jusqu'à 156 cm dont environ 15 % pour la queue.

## Étymologie
Cette espèce est nommée en l'honneur de William Henry Butler.

## Publication originale
- Smith, 1982 : Variation in Pseudechis australis (Serpentes: Elapidae) in Western Australia and description of a new species of Pseudechis. Records of the Western Australian Museum, vol. 10, no 1, p. 35-45 (texte intégral).